# كليمنت بيك
كليمنت بيك (28 سبتمبر 1863 في نيوزيلندا - 11 نوفمبر 1957) (بالإنجليزية: Clement Beck)‏ هو لاعب كريكت نيوزلندي.

## وصلات خارجية
- كليمنت بيك على موقع إي آس بي آن كريك إنفو (الإنجليزية)